# Gnamptogenys simulans
Gnamptogenys simulans is een mierensoort uit de onderfamilie van de Ectatomminae. De wetenschappelijke naam van de soort is voor het eerst geldig gepubliceerd in 1896 door Emery.